# 24863 Cheli
24863 Cheli este o planetă minoră (asteroid) din centura de asteroizi. A fost descoperită pe 2 martie 1996 la Circolo Culturale Astronomico di Farra d'Isonzo⁠(d) de Circolo Culturale Astronomico di Farra d'Isonzo⁠(d) și a fost numită după Maurizio Cheli⁠(d). 
Obiectul prezintă o orbită caracterizată de o semiaxă mare de 2,6045552 UAi, o excentricitate de 0,15, o înclinație de 14,76163 ° în raport cu ecliptica.